# 公安調査局
公安調査局（こうあんちょうさきょく）は、公安調査庁の地方支分部局。下部組織に公安調査事務所を置く。

## 沿革
- 1952年7月21日
  - 公安調査庁発足とともに、地方支分部局として、全国8ブロック（北海道、東北、関東、中部、近畿、中国、四国及び九州）ごとに公安調査局を高等検察庁と同一所在地に設置。
  - 府県単位機関の地方支分部局として公安調査局所在道府県以外の府県ごとに全国42か所の地方公安調査局を設置（北海道内は旭川市、函館市、釧路市、北見市に設置）。
  - 公安調査局の法令上の管轄区域は、名称に広域ブロック名を冠してはいるものの所在都府県に限定（北海道公安調査局は道内の地方公安調査局管轄区域以外に限定）されている。ただし、公安調査局の長はブロック内の地方公安調査局の事務を指揮監督すると規定。
- 1972年5月15日
  - 沖縄復帰に伴い九州公安調査局管内に沖縄県を管轄区域とする沖縄地方公安調査局を新設。
- 1980年6月30日
  - 管轄区域についての条文を改定し、公安調査局の管轄区域はブロック内全域とするが、地方公安調査局に対する指揮監督事務を除いたその他の事務についての管轄区域は公安調査局の所在する都府県に限定する、という表現に変更。
  - 「附属機関、地方支分部局等に関する規定の整理等に関する法律」（昭和55年法律第13号）による措置。
- 1984年10月1日
  - 地方公安調査局を廃止し、新たに現地的事務処理機関の地方支分部局として全国43か箇所に公安調査事務所を設置。
  - 第二次臨時行政調査会の最終答申を受けたもの。
- 2001年1月6日
  - 中央省庁再編を機に、公安調査局は各広域ブロックを管轄する地方支分部局とし、その事務を分掌する機関として公安調査事務所を必要な数に限定して設置することに変更。
  - ｢国の行政組織等の減量、効率化等に関する基本的計画｣（平成11年4月27日閣議決定）により、公安調査事務所は整理統合され、各公安調査事務所の管轄区域は必ずしも県域に限定されることなく複数の県となることが見込まれることに対応。
- 2001年4月1日
  - 公安調査事務所6か所を廃止。配置数は全国37か所となる。
  - 前記整理統合計画による初年度措置。
- 2002年4月1日
  - 公安調査事務所7か所を廃止。配置数は全国30か所となる。
  - 前記整理統合計画による次年度措置。
- 2003年4月1日
  - 静岡県を中部公安調査局から関東公安調査局の管轄に変更。公安調査事務所16か所を廃止。配置数は全国14か所となる。
  - 前記整理統合計画による最終年度措置。

## 組織
| 組織                                                          | 組織                    | 組織 | 備考 |
| ------------------------------------------------------------- | ----------------------- | --- | ---- |
| 公安調査局長                                                  |                         | |      |
|                                                               | 総務部                  | |      |
|                                                               | 次長                    | |      |
| 総務管理官                                                    |                         | |      |
| 職員管理官                                                    |                         | |      |
| 調査第一部                                                    | 調査第一部              | - 破壊活動防止法第四章の規定による破壊的団体の規制に関する調査 - 無差別大量殺人行為を行った団体の規制に関する法律第四章の 規定に よる無差別大量殺人行為を行った団体の規制に関する調査 - 無差別大量殺人行為を行った団体の規制に関する法律の規定による 無差別大量殺人行為を行った団体に対する観察処分の実施 |      |
|                                                               | 首席調査官（関東：3人） | - 破壊活動防止法第四章の規定による破壊的団体の規制に関する調査 - 無差別大量殺人行為を行った団体の規制に関する法律第四章の 規定に よる無差別大量殺人行為を行った団体の規制に関する調査 - 無差別大量殺人行為を行った団体の規制に関する法律の規定による 無差別大量殺人行為を行った団体に対する観察処分の実施 |      |
| 首席調査官（北海道、東北、中部、近畿、中国、四国、九州：2人） |                         | - 破壊活動防止法第四章の規定による破壊的団体の規制に関する調査 - 無差別大量殺人行為を行った団体の規制に関する法律第四章の 規定に よる無差別大量殺人行為を行った団体の規制に関する調査 - 無差別大量殺人行為を行った団体の規制に関する法律の規定による 無差別大量殺人行為を行った団体に対する観察処分の実施 |      |
| 調査第二部                                                    | 調査第二部              | - 破壊活動防止法第四章の規定による破壊的団体の規制に関する 調査であって国外との関連を有するもの - 無差別大量殺人行為を行った団体の規制に関する法律第四章の 規定による無差別大量殺人行為を行った団体の規制に関する 調査であって国外との関連を有するもの                                                    |      |
|                                                               | 首席調査官（関東：5人） | - 破壊活動防止法第四章の規定による破壊的団体の規制に関する 調査であって国外との関連を有するもの - 無差別大量殺人行為を行った団体の規制に関する法律第四章の 規定による無差別大量殺人行為を行った団体の規制に関する 調査であって国外との関連を有するもの                                                    |      |
| 首席調査官（中部、近畿、九州：4人）                           |                         | - 破壊活動防止法第四章の規定による破壊的団体の規制に関する 調査であって国外との関連を有するもの - 無差別大量殺人行為を行った団体の規制に関する法律第四章の 規定による無差別大量殺人行為を行った団体の規制に関する 調査であって国外との関連を有するもの                                                    |      |
| 首席調査官（北海道、東北、中国、四国：3人）                   |                         | - 破壊活動防止法第四章の規定による破壊的団体の規制に関する 調査であって国外との関連を有するもの - 無差別大量殺人行為を行った団体の規制に関する法律第四章の 規定による無差別大量殺人行為を行った団体の規制に関する 調査であって国外との関連を有するもの                                                    |      |
| 公安調査事務所                                                |                         | |      |
|                                                               | 首席調査官（2人）       | |      |

## 管轄地域
|                    |                                                | 所在地                                            |
| ------------------ | ---------------------------------------------- | ------------------------------------------------- |
| 北海道公安調査局   | 北海道公安調査局                               | 北海道札幌市中央区大通西12 札幌第三合同庁舎       |
|                    | 釧路公安調査事務所                             |                                                   |
| 東北公安調査局     | 東北公安調査局                                 | 宮城県仙台市青葉区春日町7-25 仙台第三法務総合庁舎 |
|                    | 盛岡公安調査事務所                             |                                                   |
| 関東公安調査局     | 関東公安調査局                                 | 東京都千代田区九段南1-1-10 九段合同庁舎           |
|                    | さいたま公安調査事務所                         |                                                   |
| 千葉公安調査事務所 |                                                |                                                   |
| 横浜公安調査事務所 |                                                |                                                   |
| 新潟公安調査事務所 |                                                |                                                   |
| 長野公安調査事務所 |                                                |                                                   |
| 静岡公安調査事務所 |                                                |                                                   |
| 中部公安調査局     | 中部公安調査局                                 | 愛知県名古屋市中区三の丸4-3-1 名古屋法務合同庁舎  |
|                    | 金沢公安調査事務所                             |                                                   |
| 近畿公安調査局     | 近畿公安調査局                                 | 大阪府大阪市中央区大手前3-1-41 大手前合同庁舎     |
|                    | 京都公安調査事務所                             |                                                   |
| 神戸公安調査事務所 |                                                |                                                   |
| 中国公安調査局     | 中国公安調査局                                 | 広島県広島市中区上八丁堀2-31 広島法務総合庁舎     |
|                    | 岡山公安調査事務所                             |                                                   |
| 四国公安調査局     | 四国公安調査局                                 | 香川県高松市丸の内1-1 高松法務合同庁舎            |
| 九州公安調査局     | 九州公安調査局                                 | 福岡県福岡市中央区舞鶴3-5-25 福岡第1法務総合庁舎  |
|                    | 熊本公安調査事務所                             |                                                   |
| 那覇公安調査事務所 | 沖縄県那覇市樋川1-15-15 那覇第一地方合同庁舎内 |                                                   |